# The Tour Championship

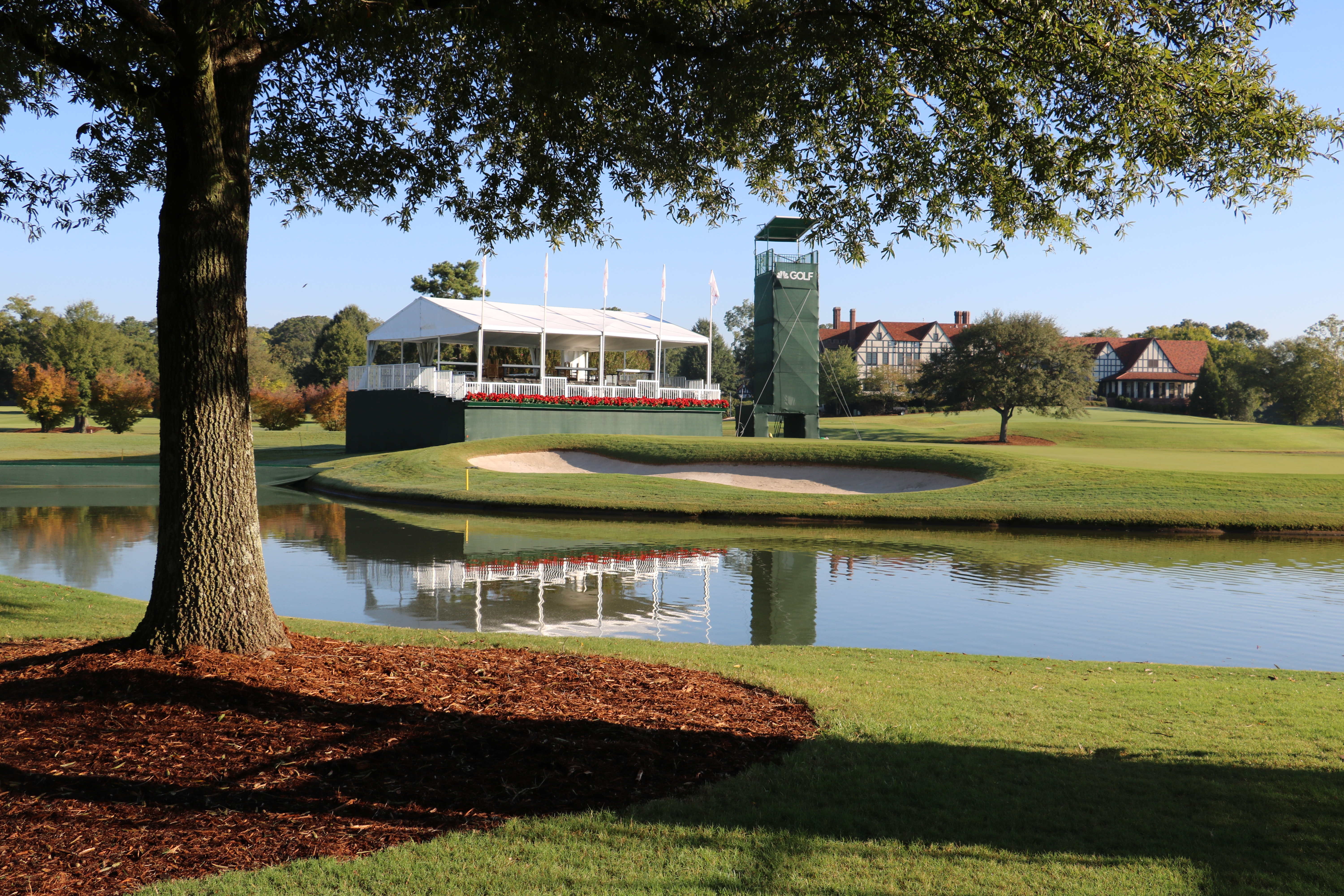
East Lake GC där The Tour Championship spelas.

The Tour Championship hette tidigare Nabisco Championship. De professionella golfdamerna har en majortävling med ett liknande namn, Kraft Nabisco Championship.
The Tour Championship (officiellt TOUR Championship) är årets sista golftävling på herrarnas PGA Tour. Mellan 1997 och 2003 alternerade tävlingen mellan Champions Golf Club i Houston, Texas och East Lake Golf Club i Atlanta, Georgia. Sedan 2004 hålls tävlingen alltid på East Lake Golf Club. Mellan 1987 och 1990 hette tävlingen Nabisco Championship.
De 30 bästa spelarna på säsongens FedEx-ranking ges en plats i startfältet och tävlingen avslutar säsongens FedEx Cup, där vinnaren av slutspelet ges en bonus på 10 000 000 dollar.

## 1987-2006
Tävlingen hade ett exklusivt startfält; de 30 spelare som ligger överst på PGA-tourenspenninglista efter säsongens näst sista tävlingen är kvalificerade för The Tour Championship som har en av de högsta prissummorna. Tävlingen spelades i november, veckan efter Europatourens motsvarighet Volvo Masters vilket gjorder det möjligt för spelare att ställa upp i båda tävlingarna. Efter The Tour Championship är penningligan klar. Tävlingen hade, precis som nu, ingen kvalgräns efter 36 hål, detta eftersom startfältet består av 30 spelare.

## Format 2007 och framåt
År 2007 flyttades datumet för tävlingen, från att spelas i november till september månad. Tour Championship fortsatte att vara säsongens sista officiella tävling och den sista tävlingen av FedEx Cup slutspelen, vilket gjorde att det precis som innan enbart var 30 spelare som fick delta i tävlingen. Skillnaden ligger istället i kvalificeringen till tävlingen; innan 2007 var det de 30 bästa på penningligan som fick delta, men 2007 och framåt är det de 30 bästa spelarna på FedEx-rankingen, en ranking som instiftades 2007. 
Det kan vara så att den spelare som vinner Tour Championship inte vinner FedEx Cup; 2008 vann Camilo Villegas Tour Championship, men Vijay Singh vann FedEx Cup.
Tiger Woods, å andra sidan, vann 2007 både Tour Championship och FedEx Cup och blev således den första spelaren att vinna både tävlingen och FedEx Cup under samma säsong.
I februari 2016 annonserade PGA Tour att tävlingen i fortsättningen ska spelas i omvänd ordning, det vill säga att hål 10-18 spelas som första 9 och hål 1-9 spelas som 10-18. Detta eftersom hål 18 på East Lake Golf Club är par-3, vilket enligt publiken minskar spänningen. Genom denna förändring kommer tävlingen framöver att spelas med ett par-5 som avslutningshål.
Vinnaren av Tour Championship ges spelrättigheter (det så kallade tourkortet) för de kommande tre säsongerna, till skillnad från en vanlig PGA Tour tävling, där vinnaren ges spelrättigheter för två säsonger framöver.

## Arrangörsbanor
Källor:
| År                           | Golfbana                                  | Plats                              |
| ---------------------------- | ----------------------------------------- | ---------------------------------- |
| 1998, 2000, 2002, 2004–idag  | East Lake Golf Club                       | Atlanta, Georgia                   |
| 1990, 1997, 1999, 2001, 2003 | Champions Golf Club, Cypress Creek Course | Houston, Texas                     |
| 1995–96                      | Southern Hills Country Club               | Tulsa, Oklahoma                    |
| 1993–1994                    | The Olympic Club, Lake Course             | San Francisco, California          |
| 1991-1992                    | Pinehurst Resort, No. 2 Course            | Pinehurst, North Carolina          |
| 1989                         | Harbour Town Golf Links                   | Hilton Head Island, South Carolina |
| 1988                         | Pebble Beach Golf Links                   | Pebble Beach, Kalifornien          |
| 1987                         | Oak Hills Country Club                    | San Antonio, Texas                 |

## Segrare
| År                                                  | Spelare            | Resultat          | Mot par           | Segermarginal     | Runner(s)-up                                         |
| Tour Championship                                   | Tour Championship  | Tour Championship | Tour Championship | Tour Championship | Tour Championship                                    |
| --------------------------------------------------- | ------------------ | ----------------- | ----------------- | ----------------- | ---------------------------------------------------- |
| 2017                                                | Xander Schauffele  | 268               | -12               | 1 slag            | Justin Thomas                                        |
| 2016                                                | Rory McIlroy       | 268               | −12               | Särspel           | Kevin Chappell, Ryan Moore                           |
| Tour Championship by Coca-Cola                      |                    |                   |                   |                   |                                                      |
| 2015                                                | Jordan Spieth      | 271               | −9                | 4 slag            | Danny Lee, Justin Rose, Henrik Stenson               |
| 2014                                                | Billy Horschel     | 269               | −11               | 3 slag            | Jim Furyk, Rory McIlroy                              |
| 2013                                                | Henrik Stenson     | 267               | −13               | 3 slag            | Jordan Spieth, Steve Stricker                        |
| 2012                                                | Brandt Snedeker    | 270               | −10               | 3 slag            | Justin Rose                                          |
| 2011                                                | Bill Haas          | 272               | −8                | Särspel           | Hunter Mahan                                         |
| The Tour Championship presented by Coca-Cola        |                    |                   |                   |                   |                                                      |
| 2010                                                | Jim Furyk          | 272               | −8                | 1 slag            | Luke Donald                                          |
| 2009                                                | Phil Mickelson (2) | 271               | −9                | 3 slag            | Tiger Woods                                          |
| 2008                                                | Camilo Villegas    | 273               | −7                | Särspel           | Sergio García                                        |
| 2007                                                | Tiger Woods (2)    | 257               | −23               | 8 slag            | Mark Calcavecchia, Zach Johnson                      |
| 2006                                                | Adam Scott         | 269               | −11               | 3 slag            | Jim Furyk                                            |
| 2005                                                | Bart Bryant        | 263               | −17               | 6 slag            | Tiger Woods                                          |
| 2004                                                | Retief Goosen      | 269               | −11               | 4 slag            | Tiger Woods                                          |
| 2003                                                | Chad Campbell      | 268               | −16               | 3 slag            | Charles Howell III                                   |
| 2002                                                | Vijay Singh        | 268               | −12               | 2 slag            | Charles Howell III                                   |
| The Tour Championship presented by Dynegy           |                    |                   |                   |                   |                                                      |
| 2001                                                | Mike Weir          | 270               | −14               | 1 slag            | Sergio García, Ernie Els, David Toms                 |
| The Tour Championship presented by Southern Company |                    |                   |                   |                   |                                                      |
| 2000                                                | Phil Mickelson     | 267               | −13               | 2 slag            | Tiger Woods                                          |
| 1999                                                | Tiger Woods        | 269               | −15               | 4 slag            | Davis Love III                                       |
| 1998                                                | Hal Sutton         | 274               | −6                | Särspel           | Vijay Singh                                          |
| The Tour Championship                               |                    |                   |                   |                   |                                                      |
| 1997                                                | David Duval        | 273               | −11               | 1 slag            | Jim Furyk                                            |
| 1996                                                | Tom Lehman         | 268               | −12               | 6 slag            | Brad Faxon                                           |
| 1995                                                | Billy Mayfair      | 280               | E                 | 3 slag            | Steve Elkington, Corey Pavin                         |
| 1994                                                | Mark McCumber      | 274               | −10               | Särspel           | Fuzzy Zoeller                                        |
| 1993                                                | Jim Gallagher, Jr. | 277               | −7                | 1 slag            | David Frost, John Huston, Greg Norman, Scott Simpson |
| 1992                                                | Paul Azinger       | 276               | −8                | 3 slag            | Lee Janzen, Corey Pavin                              |
| 1991                                                | Craig Stadler      | 279               | −5                | Särspel           | Russ Cochran                                         |
| Nabisco Championship                                |                    |                   |                   |                   |                                                      |
| 1990                                                | Jodie Mudd         | 273               | −11               | Särspel           | Billy Mayfair                                        |
| 1989                                                | Tom Kite           | 276               | −8                | Särspel           | Payne Stewart                                        |
| 1988                                                | Curtis Strange     | 279               | −9                | Särspel           | Tom Kite                                             |
| 1987                                                | Tom Watson         | 268               | −12               | 2 slag            | Chip Beck                                            |